# Luna nera (astrologia)

Il simbolo della Luna Nera adottato nel 1993 dagli astrologi.

La Luna Nera, nella cartomanzia e nell'astrologia indica uno dei due fuochi dell'orbita lunare, l'altro dei quali è occupato dalla Terra. 
Nel 1918 l'astrologo Walter Gornold ipotizzò l'esistenza di secondo satellite naturale della Terra oltre alla Luna, sostenendo che corrispondesse alla figura mitologica giudaica di Lilith, nonché alla divinità egizia Nefti.
Nella storia dell'astrologia occidentale il significato simbolico della Luna Nera è relativo al potere inconscio e ribelle dell'emancipazione femminile, sicché le due entità hanno finito per essere identificate.

## Storia
Una leggenda risalente ai pitagorici considerava originariamente Lilith alla stregua di un'anti-Terra, invisibile dal pianeta terrestre.

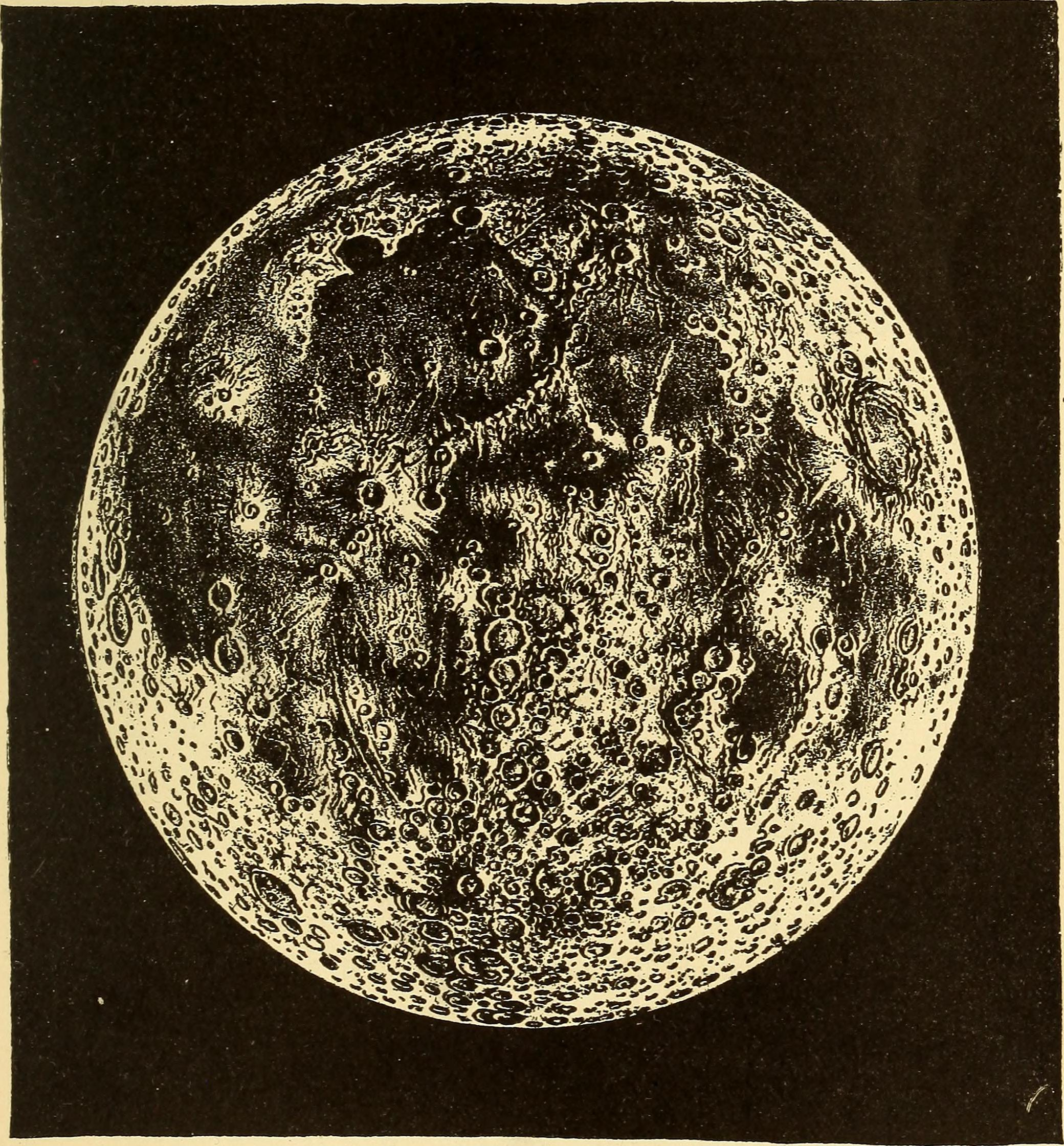
Una rappresentazione immaginaria in un disegno del 1898.

Nella tradizione esoterica e cabalistica passò a designare un piccolo corpo celeste, compagno della Luna, che sarebbe stato effettivamente individuato nel 1618 dall'astronomo emiliano Riccioli, e successivamente da Cassini e Alischer.
In seguito si sarebbero avuti altri avvistamenti di questa seconda luna terrestre, l'ultimo dei quali nel 1898 da parte di Georg Waltemath, astronomo di Amburgo. 
Rifacendosi a Waltemath,  nel 1918 "Sepharial", pseudonimo del teosofo cabalista Walter Gornold, fu il primo ad utilizzare questo ipotetico satellite nei suoi calcoli, chiamandolo  "Luna Nera" per la sua simbologia oscura, e perché esso avrebbe avuto a suo dire una superficie totalmente nera da risultare praticamente invisibile per la maggior parte del tempo. Gli attribuì un moto uniforme di 3° al giorno e lo rinominò Lilith, cioè col nome della prima moglie leggendaria di Adamo, precedente a Eva. Figura medievale citata nello Zohar, Lilith era tornata in voga nella letteratura esoterica tra la fine dell'Ottocento e l'inizio del XX secolo.
Da allora tuttavia non è stato mai più segnalato dagli astronomi un astro errante con simili caratteristiche.

### Posizione e orbita

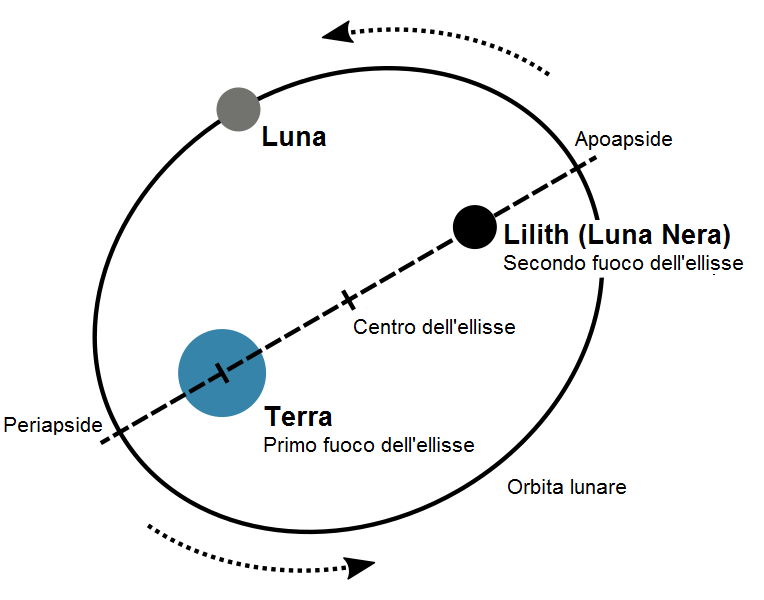
Schema esplicativo che raffigura la Luna Nera nel secondo fuoco dell'orbita lunare, l'altro essendo la Terra.

Sarà nel 1937 che Dom Neroman identificò la "Luna Nera" come il secondo fuoco dell'orbita lunare. Da allora cominciò ad apparire sempre più nei temi astrali, venendo trattata astrologicamente come un pianeta, anche se non corrisponde a un vero corpo celeste. La presenza di un astro materiale in quella regione di spazio contraddirebbe d'altronde le leggi di Keplero.
Si tratta quindi di un punto vuoto che rispetto alla Terra si muove seguendo la precessione absidale dell'orbita lunare impiegando 3231,50 giorni (quasi 9 anni) per girare attorno alla sfera celeste, e attraversando così in questo periodo tutti i segni dello zodiaco. Esso percorre in realtà 3 gradi ogni giorno lunare, cioè all'incirca in 28 giorni terrestri.

## Simbologia

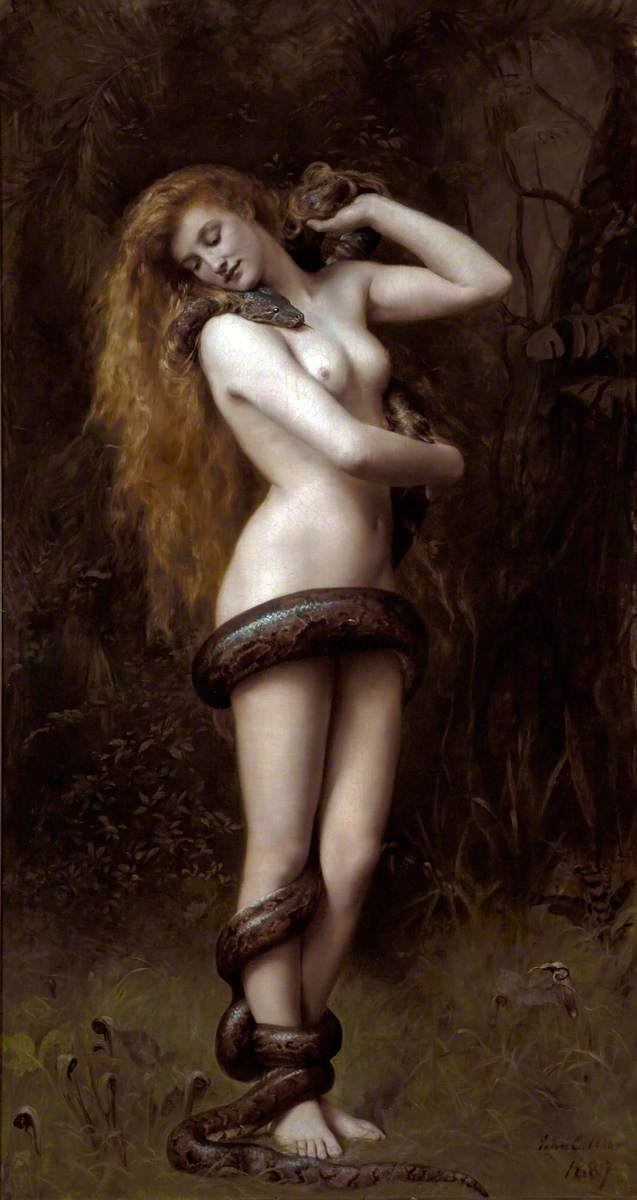
Lilith in un dipinto di John Collier del 1892

Il significato della Luna Nera accentua in senso estremo e negativo il simbolismo della Luna tradizionale, collegato all'aspetto inconscio e materno della femminilità. Rappresenta infatti le componenti più oscure e inquietanti della personalità, che nonostante ciò occorre in qualche modo far emergere alla coscienza per evitare di soccombere alla loro potenza distruttiva.
Per le persone di sesso maschile, in particolare, la Luna Nera assomma tutte le esperienze angosciose, le insoddisfazioni e le paure ancestrali vissute nei rapporti con l'altro sesso. Per le donne simboleggia invece la forza dell'erotismo congiunto alla dimensione dell'occulto, l'affrancamento dai vincoli e la sfrenatezza degli istinti repressi; costituisce in un certo senso la parte in ombra della psiche femminile, mentre la Luna bianca ne è l'aspetto conscio.
Nel tema natale di un oroscopo, la posizione della Luna Nera esprime il modo in cui una persona vive la propria sessualità e le proprie pulsioni più profonde. Può denotare inoltre un particolare tipo di mancanza a cui occorre sopperire, variabile a seconda del segno zodiacale in cui si trova.
Nell'antroposofia di Steiner, la Luna Nera è invece un astro ancora in via di formazione, che si completerà solo in un lontanissimo futuro, nel quale andranno a risiedere tutti gli esseri dannati che si sono opposti alla naturale evoluzione della Terra, dopo gli eventi segnati dal numero della bestia: essa sarà una sorta di «luna incorreggibile», da lui anche chiamata «ottava sfera» in aggiunta ai sette pianeti classici.

## Nella cultura di massa
Nel programma televisivo La zingara, andato in onda dal 1995 al 2002, la Luna Nera identificava una carta nefasta il cui eventuale pescaggio determinava la fine prematura del gioco a premi che vi si svolgeva, basato su una versione riadattata degli arcani maggiori dei Tarocchi, e la perdita delle somme accumulate fino a quel momento.
Nella serie anime Neon Genesis Evangelion la Luna Nera è una vasta cavità sotterranea (originatasi da un veicolo spaziale precipitato sulla Terra in epoca preistorica) nella quale si trova il Secondo Angelo Lilith.